# Árokrendszer (választási rendszerek)
Az árokrendszer a vegyes választási rendszerek egy fajtája, amelyben a képviselőket legalább két egymástól független rendszerben választják meg egy testületbe. Az árokrendszert angol nyelvterületen párhuzamos szavazásként (angolul: parallel voting) ismerik, ezzel szemben a magyar kifejezés a német Grabenwahlsystem kifejezéssel azonos. Az árokrendszer a nem kompenzációs vegyes választási rendszer, leggyakoribb típusait vegyes többségi képviseleti rendszernek is nevezik. 
Az árokrendszer leggyakoribb fajtája ötvözi a relatív többségi szavazást és a pártlistás arányos képviseletet. Ezt a rendszert nemzeti parlamentek és a helyi önkormányzatok megválasztásához alkalmazzák például Japánban, Tajvanon, Oroszországban és Argentínában. Európában Andorra listás blokkszavazással, Litvánia kétfordulós rendszerrel, Olaszország pedig egyszavazatos változatban használja. A listás helyek aránya az összes mandátumhoz viszonyítva széles skálán (általában 20%-80%) mozog, ettől általában az árokrendszer arányossága nagyban változó
Az árokrendszert (általában vegyes többségi rendszer) megkülönböztetik a vegyes választási rendszerek másik családjától, az úgynevezett kompenzációs választási rendszerektől. Ennek egy fajtáját a vegyes arányos képviseletnek (MMP) nevezik, ahol a pártlistás eredmény határozza meg, hogy az egyes pártok mennyi mandátumot kapnak összesen a törvényhozásban (ehhez figyelembe kell venni az egyéniben megszerzett mandátumokat, míg az árokrendszerek ezt nem teszik). Míg az egyszerű többségi és pártlistás arányos rendszer kombinációja a leggyakoribb párosítás az árokrendszerekben, bármilyen más kombináció is lehetséges.
Magyarországon az árokrendszert az 1990-es önkormányzati választáson használták a 10 000 főnél több lakosú településeken, itt a törvény "két szavazatos" választási rendszerként hivatkozott rá. Az egyéni választókerületekben egy-egy képviselőt választottak kétfordulós (de nem abszolút többségi – az első fordulóban elég volt 25%-ot szerezni) rendszerben, és mellette a szavazók külön adhattak le pártlistás szavazatot. Az 1994-es választásra már egy egyszavazatos, egyfordulós, kompenzációs vegyes választási rendert írt elő a törvény.

## Használat

### Jelenlegi használat
| Ország                      | Testület                                   | Egyéni mandátumok száma     | %   | rendszer             | Pártlistás (arányos) mandátumok száma | %   | rendszer                       | Egyéb mandátumok száma      | %   |
| --------------------------- | ------------------------------------------ | --------------------------- | --- | -------------------- | ------------------------------------- | --- | ------------------------------ | --------------------------- | --- |
| Andorra                     | Völgyek Általános Tanács                   | 14                          | 50% | listás blokkszavazás | 14                                    | 50% | pártlistás arányos             |                             |     |
| Argentína                   | Cordoba provincia törvényhozó testülete    | 26                          | 37% | relatív többségi     | 44                                    | 63% | pártlistás arányos             |                             |     |
| Argentína                   | Rio Negro provincia törvényhozó testülete  | 24 (3 mandátumos kerületek) | 52% | pártlistás arányos   | 22                                    | 48% | pártlistás arányos             |                             |     |
| Argentína                   | San Juan provincia törvényhozó testülete   | 19                          | 53% | relatív többségi     | 17                                    | 47% | pártlistás arányos             |                             |     |
| Argentína                   | Santa Cruz provincia törvényhozó testülete | 14                          | 58% | relatív többségi     | 10                                    | 42% | pártlistás arányos             |                             |     |
| Grúzia                      | Parlament                                  | 30                          | 20% | kétfordulós          | 120                                   | 80% | pártlistás arányos             |                             |     |
| Guinea                      | Nemzetgyűlés                               | 38                          | 26% | relatív többségi     | 76                                    | 74% | pártlistás arányos             |                             |     |
| Kínai Köztársaság (Tajvan)  | Törvényhozó gyűlés                         | 73                          | 65% | relatív többségi     | 34                                    | 30% | pártlistás arányos             | 3                           | 5%  |
| Kirgizisztán                | Legfelsőbb Tanács                          | 36                          | 40% | relatív többségi     | 54                                    | 60% | pártlistás arányos             |                             |     |
| Japán                       | Képviselőház                               | 289                         | 62% | relatív többségi     | 176                                   | 38% | pártlistás arányos             |                             |     |
| Japán                       | Felsőház                                   | 147                         | 60% | SNTV                 | 98                                    | 40% | pártlistás arányos             |                             |     |
| Litvánia                    | Parlament                                  | 71                          | 50% | kétfordulós          | 70                                    | 50% | pártlistás arányos             |                             |     |
| Nepál                       | Képviselőház                               | 165                         | 60% | relatív többségi     | 110                                   | 40% | pártlistás arányos             |                             |     |
| Oroszország                 | Állami Duma (képviselőház)                 | 225                         | 50% | relatív többségi     | 225                                   | 50% | pártlistás arányos             |                             |     |
| Szenegál                    | Nemzetgyűlés                               | 105                         | 64% | relatív többségi     | 60                                    | 36% | pártlistás arányos             |                             |     |
| Fülöp-szigetek              | Képviselőház                               | 253                         | 80% | relatív többségi     | 63                                    | 20% | pártlistás arányos             |                             |     |
| Tádzsikisztán               | Képviselőház                               | 41                          | 65% | kétfordulós          | 22                                    | 35% | pártlistás arányos             |                             |     |
| Tanzánia                    | Nemzetgyűlés                               | 264                         | 67% | relatív többségi     | 113 (női listák)                      | 29% | pártlistás arányos             | 16                          | 4%  |
| Venezuela                   | Nemzetgyűlés                               | 113                         | 68% | relatív többségi     | 51                                    | 31% | pártlistás arányos             | 3                           | 2%  |
| Ország                      | Testület                                   | Egyéni mandátumok száma     | %   | rendszer             | Többségi képviseleti mandátumok száma | %   | rendszer                       | Egyéb mandátumok száma      | %   |
| Új Zéland                   | Niue Országház                             | 14                          | 70% | relatív többségi     | 6                                     | 30% | relatív többségi blokkszavazás |                             |     |
| Brit tengerentúli területek | Anguilla                                   | 9                           | 69% | relatív többségi     | 4                                     | 69% | relatív többségi blokkszavazás |                             |     |
| Brit tengerentúli területek | Turks és Caicos Szigetek                   | 10                          | 48% | relatív többségi     | 5                                     | 24% | relatív többségi blokkszavazás | 4 kinevezett + 2 ex officio | 28% |
| Brit tengerentúli területek | Brit Virgin Szigetek                       | 9                           | 69% | relatív többségi     | 4                                     | 69% | relatív többségi blokkszavazás |                             |     |

### Hibrid használat és hasonló rendszerek
- A magyar Országgyűlés olyan rendszert alkalmaz, amelyben a párhuzamos szavazati komponens 93 mandátumon osztozik a kompenzációs töredékszavazati rendszerrel és a nemzetiségi listás mandátumokkal. Ez azt jelenti, hogy a ténylegesen közvetlenül a pártlistára leadott szavazatok alapján (árokrendszerben) kiosztott mandátumok száma nem tudható a választás előtt, csak a tényleges eredmények ismeretében számolható ki.[7]
- Dél-Korea 1988 és 2019 között árokrendszert alkalmazott. 2019-től az árokrendszer és a vegyes arányos rendszer kombinációját alkalmazza, kompenzációs (30) és árokrendszeri mandátummal (17) egyaránt.
- Seychelle-szigetek
- Mexikó
- Monaco
- Pakisztán
- Jersey (Egyesült Királyság)
- Olaszország

## Fordítás
Ez a szócikk részben vagy egészben  a   Parallel voting című angol Wikipédia-szócikk ezen változatának fordításán alapul.  Az eredeti cikk szerkesztőit annak laptörténete sorolja fel. Ez a jelzés csupán a megfogalmazás eredetét és a szerzői jogokat jelzi, nem szolgál a cikkben szereplő információk forrásmegjelöléseként.